# Gyula Andrássy
Gyula (Julius) Graaf Andrássy van Csíkszentkirály en Krasznahorka (Kassa, 8 maart 1823 – Volosko, 18 februari 1890) was een Hongaarse magnaat. In zijn jeugd was hij een opstandeling tegen de Oostenrijkse keizer, maar later werd hij onder deze minister-president van Hongarije en daarna Keizerlijk-Koninklijk minister van buitenlandse zaken.

## Biografie

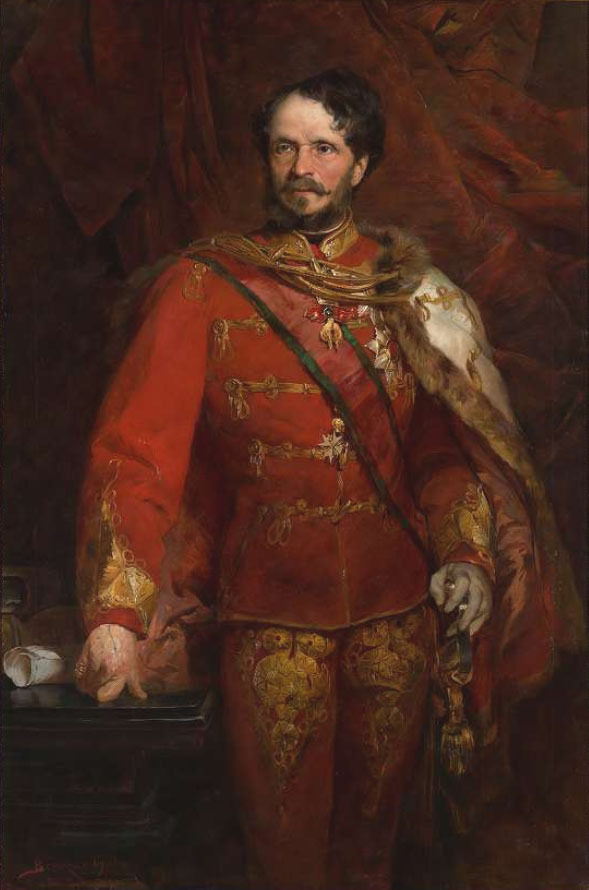
Gyula Andrássy geportretteerd door Gyula Benczúr, 1884

### Jeugd
Gyula Andrássy, telg uit het geslacht Andrássy, was de zoon van staatsman graaf Károly Andrássy (1792–1845) en gravin Etelka Szápary (1798–1876). De bronnen zijn niet geheel duidelijk over zijn geboorteplaats, Kassa (tegenwoordig: Košice, Slowakije) of in het nabij gelegen Oláhpatak (tegenwoordig: Vlachovo). Gyula groeide op in een conservatief en patriottistisch milieu. Zijn ouders stuurden hem naar de Koninklijke Katholieke Universiteit van Boedapest. Deze periode waarin veel hervormingen tot stand kwamen, had een grote invloed op zijn ontwikkeling. Na het voltooien van een studie Rechten volgde hij een traditie voor jonge edelmannen, door een lange reis door het buitenland te maken. Een groot idool van Andrássy was de Hongaarse Graaf István Széchenyi, die wordt beschouwd als de grote bezieler van de modernisering van Hongarije in de 19de eeuw. Graaf Széchenyi leerde Andrássy kennen en zag een grote toekomst voor hem weggelegd.

### Vroege loopbaan
In 1847 nam Andrássy namens het comitaat Zemplén zitting in de Hongaarse Rijksdag (parlement), als aanhanger van de Hongaarse nationalistische en liberale politicus Lajos Kossuth.

### Onafhankelijkheidsoorlog
In 1848 werd Andrássy benoemd als hoogste bestuurder van het comitaat Zemplén. Toen de Oostenrijkse generaal Josip Jelačić op 11 september van dat jaar met een 40.000 man sterk leger Hongarije binnenviel, nam Andrássy het bevel op zich van de nationale garde van Zemplén. Hij nam tijdens de Hongaarse Revolutie van 1848 deel aan de gevechten bij Pákozd en Schwechat. Tijdens de lentecampagne was hij de secondant van generaal Artúr Görgei en in het voorjaar van 1849 werd Andrássy bevorderd tot kolonel. De Hongaarse opstand was inmiddels in gevaar gekomen, en hij werd door de Hongaarse minister van buitenlandse zaken graaf Kázmér Batthyány tevergeefs als gezant op een diplomatieke missie naar Constantinopel gestuurd om steun voor de Hongaarse zaak te verkrijgen. Nadat de Hongaarse opstand in 1850 was neergeslagen, werd Andrássy bij verstek ter dood veroordeeld en nam hij zijn toevlucht in Parijs en later in Londen.

### Ballingschap
In Parijs nam graaf Andrássy actief deel aan het sociale verkeer en trad toe tot de Parijse vrijmetselaarsloge Le Mont Sinai. Hij leerde in die tijd de Hongaarse gravin Katinka Kendeffy (1830–1896) kennen en trad in 1856 met haar in het huwelijk.

### Minister-president van Hongarije

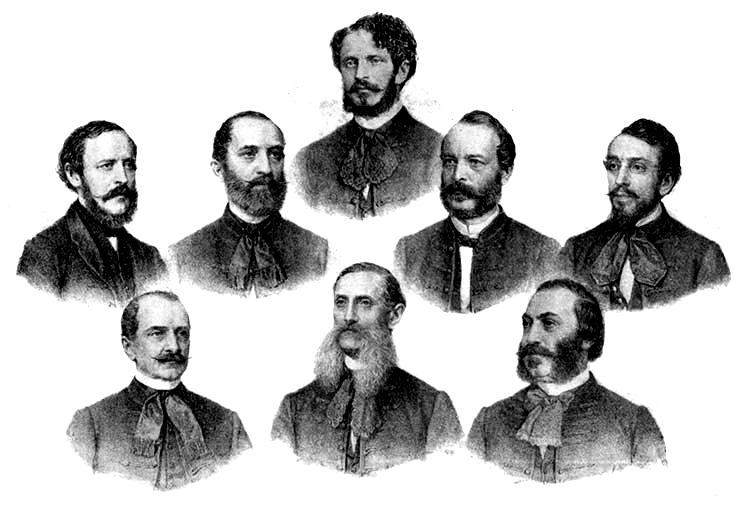
Andrássy met de leden van zijn kabinet

Na bemiddeling door zijn moeder gravin Etelka Andrássy-Szápary werd hem gratie verleend en in 1860 durfde Andrássy het aan om naar Hongarije terug te keren. Gedurende zijn ballingschap was hij tot een nieuw standpunt over de Hongaarse onafhankelijkheid gekomen. Hij zag in het snel opgekomen Panslavisme een groot gevaar voor de levensvatbaarheid van de Hongaarse staat en was daarom nu van mening dat Hongarije beter deel kon blijven uitmaken van een Oostenrijks-Hongaarse dubbelmonarchie om zich op die manier van steun van Oostenrijk te verzekeren. Wel stond hij een verstrekkende autonomie van Hongarije voor.
In 1861 keerde Gyula Andrássy terug in de Hongaarse Rijksdag, waar hij gezamenlijk met Ferenc Deák pleitte voor dit nieuwe standpunt. Bij de hervormingen naar aanleiding van de Oostenrijks-Hongaarse Ausgleich (compromis) werd Andrássy op 17 februari 1867 aangesteld als minister-president van Hongarije. Hij zou dit ambt blijven uitoefenen tot 14 november 1871. Andrássy bedreef een nationalistische politiek waarbij de Hongaarse cultuur werd versterkt, hetgeen vooral ten koste van de Kroatische minderheid ging. In Boedapest liet hij grootse boulevards aanleggen en nieuwe stadsuitbreidingen bouwen. Ook zorgde hij voor de aanleg van een waterleidingsysteem, bestrating van de tot dan toe grotendeels ongeplaveide wegen in de stad, en de bouw van markthallen. Opvolger van Andrássy als minister-president van Hongarije was Graaf Menyhért Lónyay, tot dan toe minister van financiën in zijn kabinet.

### Keizerlijke vertrouwenspersoon
Het keizerspaar Franz Joseph en Elisabeth (beter bekend als Keizerin Sisi) vonden in hem een belangrijke vertrouweling. Hij begeleidde het paar naar de Wereldtentoonstelling van Parijs in 1867 en naar de opening van het Suezkanaal in 1869.

### Keizerlijk minister van buitenlandse zaken
Op 14 november 1871 werd Gyula Andrássy door de keizer benoemd tot keizerlijk minister van buitenlandse zaken. Tijdens de Frans-Duitse Oorlog van 1870–1871 voerde hij een strikt neutrale politiek. Meerdere malen nam hij initiatieven om te proberen de groeiende Russische invloed op de Balkan in te perken. In 1872 was Andrássy aanwezig bij de ontmoeting van Franz Jozeph met Keizer Wilhelm I van Duitsland en Tsaar Alexander II van Rusland in Berlijn en voerde daar zelf gesprekken met onder meer Otto von Bismarck. In 1874 begeleidde hij Franz Joseph naar Sint-Petersburg, in 1875 naar Venetië voor gesprekken met de Italiaanse Koning Victor Emanuel II, en in 1876 naar Reichstadt voor een treffen met de Russische Tsaar.

### Balkancrisis van 1875-1878

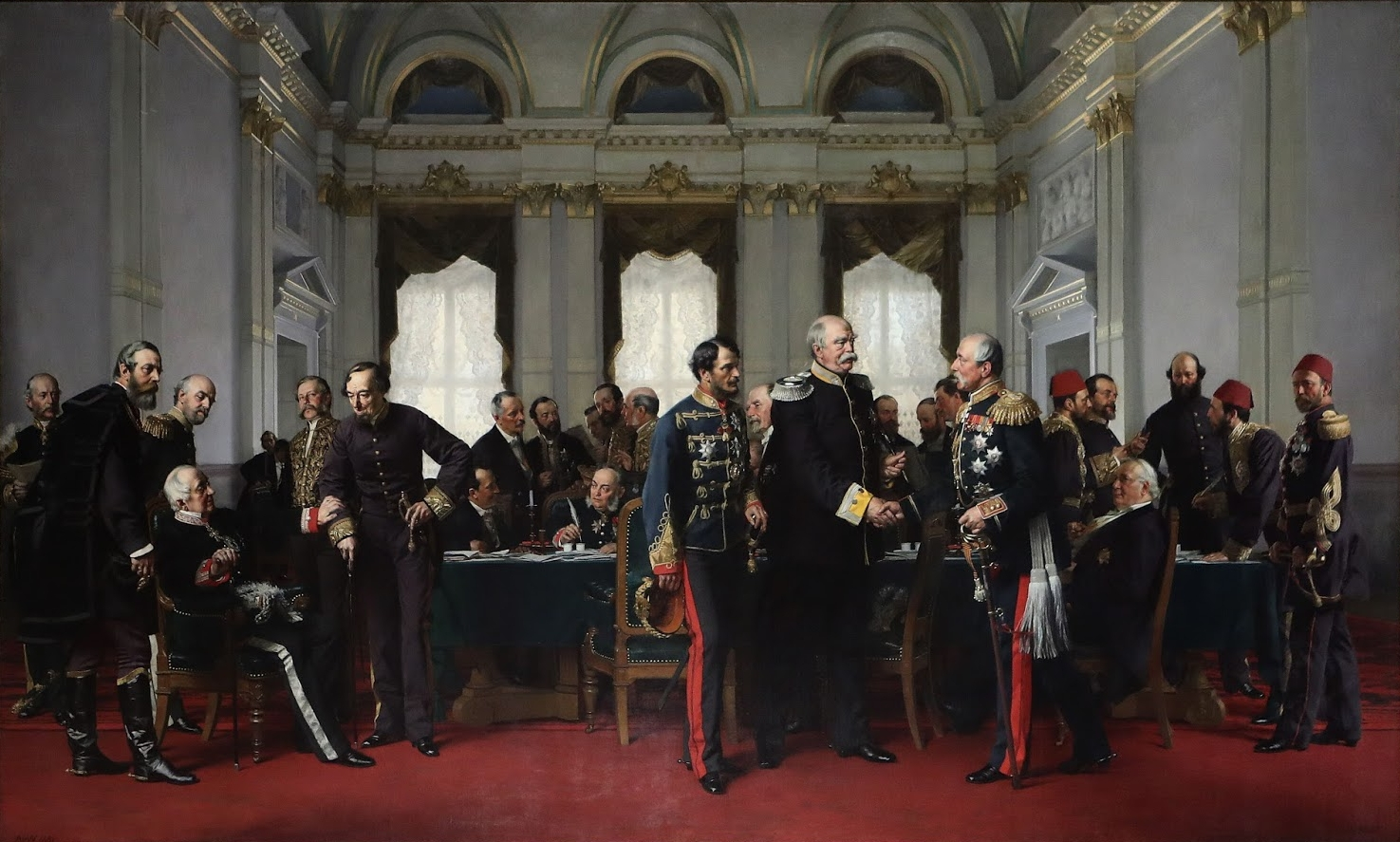
Congres van Berlijn

Tijdens de Balkancrisis van 1875–1878, waarbij Turkije oorlog voerde tegen Servië, Montenegro en successievelijk tegen Rusland, voerde Andrássy wederom een neutraliteitspolitiek voor Oostenrijk-Hongarije. Een opstand in Bosnië-Herzegovina gaf hem in 1876 aanleiding om zich te wenden tot de regering van het Ottomaanse Rijk over de situatie van gevluchte Christenen. Na de Vrede van San Stefano pleitte hij voor een Europese basis voor het verdrag, dat tot stand kwam op het Congres van Berlijn, waaraan Andrássy zelf deelnam.
Als laatste daad werkte hij aan de Tweebond tussen het Duitse Keizerrijk en Oostenrijk-Hongarije, die een dag voor zijn eigen aftreden, op 8 oktober 1879 tot stand kwam. De Tweebond was een militair pact tussen de twee machten. De door Duitsland tevens gewenste economische samenwerking werd door hem verworpen. Officiële reden voor zijn aftreden was zijn gezondheid, maar het is niet onwaarschijnlijk dat ook een rol speelde dat de toenemende Russische invloed op de Balkan, die hij lang had bevochten, ook zijn grip op Hongarije begon te krijgen.

### Laatste jaren

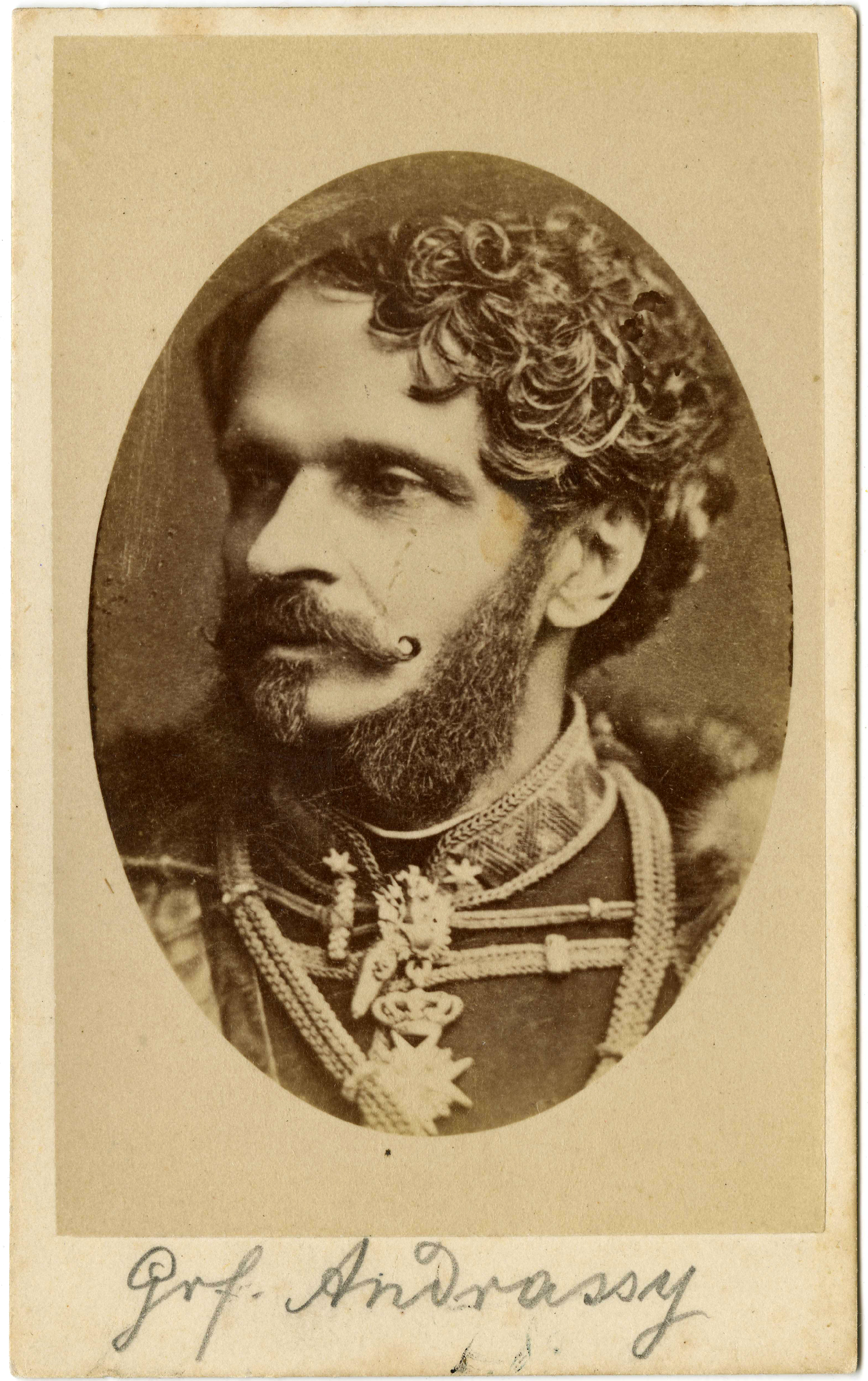
Portretfoto van Gyula Andrássy uit 1880

Graaf Gyula Andrássy was erelid van de Hongaarse Academie van Wetenschappen, niet op grond van het feit dat hij geschiedenis had beschreven, maar omdat hij zelf geschiedenis had gemáákt. Hij stierf aan kanker, die zijn arts Dr. Antal had gediagnosticeerd door middel van elektrische verlichting van de blaas.

## Nageslacht
- Tivadar (1857-1905), politicus, schilder en kunstverzamelaar. Zijn dochter Katalin trouwt met de latere Hongaarse minister-president en president Graaf Mihály Károlyi.
- Ilona (1858–1952), keizerlijk hofdame, huwde Graaf Lajos Batthyány (1860-1951), gouverneur van Fiume, kleinzoon van Lajos Batthyány (1807-1849), geëxecuteerd tijdens de Hongaarse Revolutie van 1848-1849.
- Gyula II (1860–1929), Hongaars minister van binnenlandse- en buitenlandse zaken.

## Vernoemingen
- In Boedapest is de in zijn opdracht aangelegde boulevard Andrássy út naar hem vernoemd.
- In Boedapest is de Andrássy Universiteit aan het Mihály Pollackplein (Hongaars: Pollack Mihály téren) naar hem vernoemd.
- de componist Josef Strauss heeft in 1869 de Andrássy Marsch, op. 268, aan Gyula Andrássy opgedragen.

## Sissi
De persoon van Gyula Andrássy komt voor in de film Sissi – De jonge keizerin uit 1956 en in Sissi – De woelige jaren uit 1957, waarin de rol van Andrássy telkens wordt vertolkt door de acteur Walther Reyer. Gyula Andrássy stond in zijn tijd bekend om zijn aantrekkelijke voorkomen, maar van een in de films gesuggereerde meer dan oppervlakkige relatie met Keizerin Sissi blijkt niets uit de bekende bronnen.